# 아이스크림에듀
아이스크림에듀(영어: I Scream Edu Co. Ltd.)는 대한민국의 에듀테크 기업이다. 본사는 서울특별시 서초구 매헌로 16(하이브랜드) 18층에 위치해 있으며 대표이사는 이윤석이다.

## 상장
2019년 7월 11일에 주관사를 대신증권, 삼성증권으로 공모가 15,900원에 코스닥 시장에 상장하였다. 주가수익비율(PER)을 26배의 고평가 논란과 함께 회사 상장 후 오너 7인이 4년에 걸쳐 보유 주식을 무려 290억원어치 장내에서 매도했다.

## 같이 보기
- 대교
- NE능률
- 비상교육
- 웅진씽크빅
- 메가스터디교육
- 아이스크림미디어
- 아이스크림 홈런

## 참고문헌
1. ↑  아이스크림에듀, 글로벌 에듀테크 시장 공략..."에듀테크 연합체 구성하고, 美대입 플랫폼도 출시", 팍스TV, 2023-09-12
2. ↑  아이스크림에듀, 에듀테크 기업과 손잡고 글로벌 교육시장 공략, ET뉴스, 2023-11-22
3. ↑  적자 빠진 아이스크림에듀, 하반기 전략은, 딜사이트, 2023-06-01
4. ↑  이경주, 오너일가, ‘에듀’ 주식 290억 어치 팔았다, 딜스토리, 2024-07-26